# Операция «Копьё Нептуна»

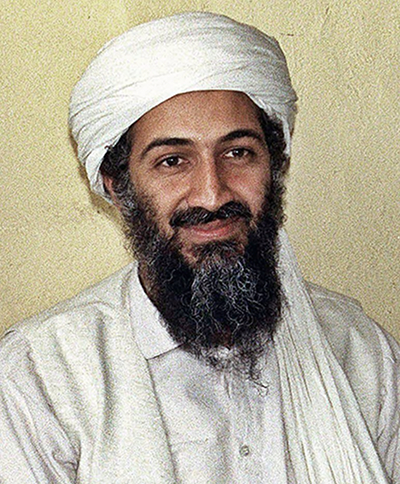
Усама бен Ладен

Операция «Копьё Нептуна» (англ. Operation Neptune Spear) — секретная операция спецназа США, проведённая в Пакистане 2 мая 2011 года с целью поимки или ликвидации Усамы бен Ладена, лидера исламистской террористической организации «Аль-Каида». В результате операции Усама бен Ладен был убит. Кроме него были убиты его сын, курьер, а также брат и жена курьера.
Усама бен Ладен был убит в Пакистане 2 мая 2011 года во втором часу ночи по местному времени спецназом США. Операция под кодовым названием «Копьё Нептуна» была санкционирована президентом США Бараком Обамой и проведена военнослужащими спецподразделения DEVGRU (известного как SEAL Team Six), входящего в SEAL и находящегося в ведении Объединённого командования специальных операций, в сотрудничестве с Центральным разведывательным управлением США (ЦРУ). Для проведения атаки на дом бен Ладена в пригороде Абботтабада (Пакистан) была направлена группа из Афганистана. После завершения атаки американские военные доставили тело бен Ладена в Афганистан для идентификации, а затем похоронили его в море в тот же день.
«Аль-Каида» подтвердила смерть Усамы бен Ладена 6 мая, пообещав отомстить за убийство. Убийство было положительно воспринято общественным мнением США; было одобрено Организацией Объединённых Наций, НАТО, Европейским союзом и большим числом правительств; но было осуждено экс-руководителем Кубы Фиделем Кастро и лидером палестинского ХАМАСА в секторе Газа. Amnesty International осудила ряд правовых и этических аспектов убийства — как то, что бен Ладена не захватили живым, несмотря на его безоружность.

## Установление местоположения бен Ладена

### Личность курьера
Идентификация курьеров «Аль-Каиды» была одним из первых приоритетов следователей в секретных тюрьмах ЦРУ и в тюрьме в Гуантанамо, поскольку бен Ладен, как полагали, общался через таких курьеров, скрывая своё местонахождение от пехотинцев и высшего командования «Аль-Каиды». Было известно, что бен Ладен не использовал телефоны после того, как США нанесли ракетные удары по его базам в Афганистане и Судане в 1998 году, отследив спутниковый телефон.
К 2002 году следователям поступила неподтверждённая информация о курьере «Аль-Каиды» под псевдонимом Абу Ахмед аль-Кувейти (иногда упоминается как шейх Абу Ахмед из Кувейта). В 2003 году Халид Шейх Мохаммед — предполагаемый оперативный командир «Аль-Каиды» — сообщил на допросе, что он был знаком с аль-Кувейти, но тот не был активен в «Аль-Каиде».
В 2004 году заключённый Хасан Гул сообщил следователям, что аль-Кувейти был близок к бен Ладену так же, как и Халид Шейх Мохаммед, и преемник Мохаммеда Абу Фарадж аль-Либи. Гул в дальнейшем сообщил, что аль-Кувейти некоторое время никто не видел — факт, который привёл американцев к подозрению о том, что он был с бен Ладеном. Узнав о показаниях Гула, Халид Шейх Мохаммед не отрёкся от своих первоначальных показаний. Абу Фарадж аль-Либи был схвачен в 2005 году и в сентябре 2006 года переведён в тюрьму в Гуантанамо. Он рассказал следователям ЦРУ, что курьером бен Ладена был человек по имени Маулави Абд аль-Халик Ян, и опроверг знакомство с аль-Кувейти. Поскольку Мохаммед и аль-Либи минимизировали значение аль-Кувейти, следователи предположили, что он был членом внутреннего круга бен Ладена.
В 2007 году следователи узнали настоящее имя аль-Кувейти. Поскольку имя Маулави Абд аль-Халик Ян упоминается в тюремном досье JTF-GTMO на Абу Фараджа аль-Либи, опубликованном проектом WikiLeaks 24 апреля 2011 года, высказывались предположения, что подготовка к нападению США на укрытие в Абботтабаде была ускорена в качестве меры предосторожности. ЦРУ так никого и не нашло с именем Маулави Ян и пришло к выводу, что аль-Либи придумал его.
В 2010 году прослушивание другого подозреваемого помогло узнать о разговоре с аль-Кувейти. ЦРУ нашло аль-Кувейти в августе 2010 года и проследило за ним до укрытия бен Ладена. Курьер и его родственник (родной или двоюродный брат) были убиты во время атаки 2 мая 2011 года. Впоследствии некоторые местные жители опознали мужчин как пуштунов по имени Аршад и Тарик Хан. У Аршада Хана обнаружили старый неэлектронный идентификационный документ, в котором указано, что он был из Кат-Куруна — деревни около города Чарсадда на северо-западе Пакистана. Пакистанские чиновники не нашли никаких записей об Аршаде Хане в этой области и пришли к выводу, что мужчины жили под чужими именами.

### Укрытие бен Ладена

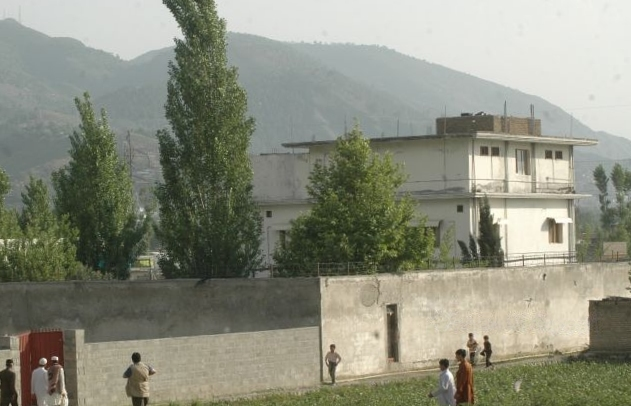
Вид на укрытие

Благодаря спутниковым фотографиям и отчётам разведки, ЦРУ определило личности жителей дома в Абботтабаде, который посещал курьер. В сентябре 2010 года ЦРУ пришло к выводу, что он был «специально построен, чтобы скрыть кого-то важного», очень вероятно, бен Ладена. Должностные лица предположили, что он жил там со своей молодой женой.
Воздвигнутая в 2004 году трёхэтажная постройка была расположена в конце узкой грунтовой дороги. На картах «Google Планета Земля» видно, что укрытия не было в 2001 году, но оно есть на снимках, сделанных в 2005 году. Постройка располагалась в 4 километрах к северо-востоку от центра Абботтабада. Абботтабад расположен примерно в 160 км от границы с Афганистаном (около 30 км от Индии). Укрытие располагалось в 1,3 км к юго-западу от Пакистанской военной академии, на земельном участке, в восемь раз большем, чем у соседних домов, и было окружено бетонными стенами высотой 3,7—5,5 м с колючей проволокой.
В доме не было ни интернета, ни стационарной телефонной связи, а его жители сжигали свой мусор, в отличие от соседей, которые мусор просто выставляли для уборки. Местные жители называли дом «Вазиристан-хавели», поскольку считали, что его хозяин из Вазиристана, а «хавели» — это слово, используемое в Индии и Пакистане, которое примерно переводится как «особняк».

### Сбор разведданных

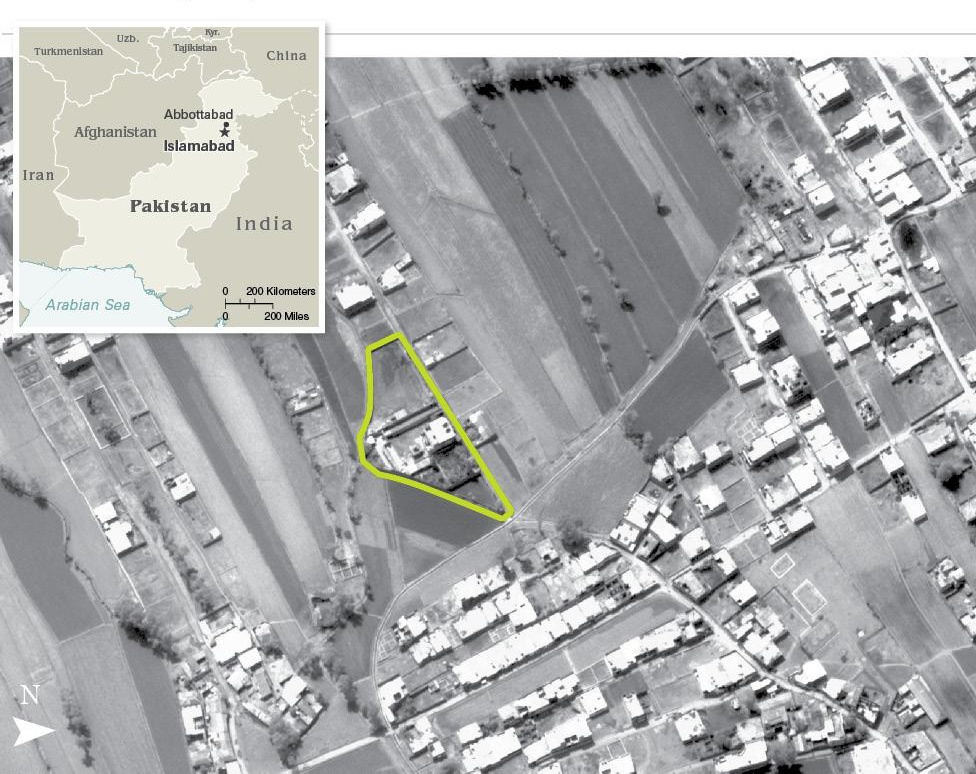
Аэрофото укрытия, сделанное ЦРУ

Сбор разведданых и наблюдение за домом проводились «ЦРУ, [которое] вело операцию, а Агентство национальной безопасности, Национальная геопространственная разведка, ODNI [Управление директора Национальной разведки] и Министерство обороны также сыграли важные роли».
Центральное разведывательное управление США организовало конспиративную квартиру в Абботтабаде, из которой команда вела наблюдение за домом в течение нескольких месяцев. Конспиративная квартира была покинута сразу же после ликвидации бен Ладена. Национальное агентство геопространственной разведки помогло Объединённому командованию специальных операций создать тренажёры для пилотов вертолётов и проанализировать данные беспилотного летательного аппарата RQ-170 до, во время и после атаки на укрытие. Агентство также создало трёхмерную визуализацию дома, оценило число его жителей, их рост и пол.

## Операция «Копьё Нептуна»

### Цели
«Ассошиэйтед Пресс» процитировало двух представителей США, заявивших, что операция была «миссией по убийству или задержанию, поскольку США не убивают безоружных людей, желающих сдаться», но также, что «было ясно с самого начала, что кто бы ни был за этими стенами, он не собирался сдаваться». Советник Белого дома по борьбе с терроризмом Джон Бреннан после атаки сказал: «Если бы мы имели возможность взять бен Ладена живым, если бы он не представлял никакой угрозы, причастные лица были способны и готовы сделать это». Директор ЦРУ Леон Панетта отметил в PBS NewsHour: «Власти здесь были для убийства бен Ладена. И, очевидно, в соответствии с правилами ведения боя, если бы он на самом деле поднял руки вверх и сдался, и не представлял никакой угрозы, то они бы его задержали. Но они имели полную власть убить его».
Однако неназванный представитель американских спецслужб заявил агентству «Рейтер», что «это была операция по ликвидации», дав понять, что желания пытаться взять бен Ладена в Пакистане живым не было. Другой источник сообщил, что военнослужащий, непосредственно выполнявший операцию, сказал: «Мы считаем, что мы обнаружили Усаму бен Ладена, и ваша задача убить его».

### Планирование
После начавшегося в сентябре 2010 года сбора разведывательной информации о пакистанском укрытии курьера президент Обама встретился с национальными советниками по вопросам безопасности 14 марта для создания плана действий. Они встречались ещё четыре раза (29 марта, 12 апреля, 19 апреля и 28 апреля) в течение шести недель, предшествовавших атаке. 29 марта Обама лично обсуждал план с главой Объединённого командования специальных операций вице-адмиралом Уильямом Макрейвеном. Обаме в марте были представлены «много разных возможных вариантов действий», и они были «усовершенствованы в течение следующих нескольких недель».
Первым вариантом, рассмотренным должностными лицами США, было разбомбить дом, используя бомбардировщики B-2 Spirit, которые могут сбросить 32 900-кг бомбы JDAM. Обама отклонил этот вариант, выбрав атаку, которая обеспечила бы точное доказательство того, что бен Ладен был внутри, и снизила бы вероятность жертв среди гражданского населения.
Ещё одним из планов, предложенных Объединённым командованием специальных операций, была «совместная атака с пакистанскими разведчиками, которым было бы рассказано о миссии за несколько часов до начала». Развёртывание беспилотных летательных аппаратов, видимо, не было осуществимым подходом, отчасти потому, что вилла была расположена «внутри зоны перехвата воздушной обороны Пакистана». Однако план с использованием военнослужащих требовал обширной подготовки и обучения для достижения целей миссии, что «порождало больше рисков для утечки информации на протяжении следующих месяцев, что провалило бы миссию и заставило бы бен Ладена уйти в более глубокое подполье».
Члены группы DEVGRU начали подготовку к атаке (цель которой оставалась им неизвестной) после совещания по национальной безопасности 22 марта, тренируясь на сооружениях, созданных по подобию дома. В апреле группа DEVGRU начала более специализированные учения на копии Вазиристан-хавели площадью один акр, построенной в лагере Альфа — ограниченной части военной базы Баграм в Афганистане.
29 апреля в 08:20 Обама провёл совещание с Бреннаном, Томасом Донильоном и другими советниками по вопросам национальной безопасности в дипломатическом кабинете в Белом доме и дал окончательный приказ об атаке на дом в Абботтабаде.
Атака была перенесена на один день из-за пасмурной погоды.

### Выполнение операции

#### Приближение и проникновение

Схема укрытия Усамы бен Ладена

После того, как президент Обама уполномочил миссию по убийству или задержанию Усамы бен Ладена, 1 мая в полдень директор ЦРУ Леон Панетта дал «добро» на операцию.
Атака была проведена силами 24 военнослужащих из спецподразделения DEVGRU, входящего в состав SEAL и находящегося в подчинении у Объединённого командования специальных операций. Они были временно переданы в подчинение ЦРУ.
Бойцы DEVGRU были разделены на две группы по 12 человек в каждой. По данным The New York Times, всего в операцию было вовлечено «79 спецназовцев и собака».
160-й авиационный полк специального назначения — подразделение спецназа армии США, известное как «Ночные преследователи» — предоставил два ударных вертолёта «Black Hawk» (специально модернизированных, со встроенными стелс-элементами) и три резервных тяжёлых транспортных вертолёта Chinook. Кроме вертолётов, в операции участвовали некоторые другие летательные аппараты, в том числе самолёты-истребители и беспилотные аппараты. По данным CNN, «у ВВС также был полный состав боевых поисково-спасательных вертолётов».
Атака была запланирована на время с небольшой лунной освещённостью, чтобы вертолёты могли проникнуть в Пакистан незамеченными.
Спецназовцы вылетели в Пакистан из Джелалабада (Афганистан) на вертолётах Black Hawk и были экипированы немецкими штурмовыми винтовками HK416, очками ночного видения и пистолетами.
Вертолёты низко летели над холмистой местностью, чтобы достичь виллы без появления на радарах пакистанских военных. Тем не менее пакистанцы подняли свои истребители, но в ход атаки не вмешивались.
Первая из команд SEAL должна была спуститься на тросах на крышу дома, в то время как команда другого «Black Hawk» должна была выйти во двор и проникнуть с первого этажа. Однако, когда они зависли над целью, один из вертолётов попал в вихревое кольцо из-за более высокой, чем ожидалось, температуры воздуха и высоких стен, из-за чего он «задел одну из стен», «повредив ротор». Вертолёт «перевернулся на бок». Военнослужащие, находившиеся в вертолёте, серьёзно не пострадали. Команды соединились и продолжили атаку.
Примерно в 01:00 по местному времени (в 20:00 1 мая по UTC) спецназовцы разрушили стены укрытия взрывчаткой.

#### Ликвидация

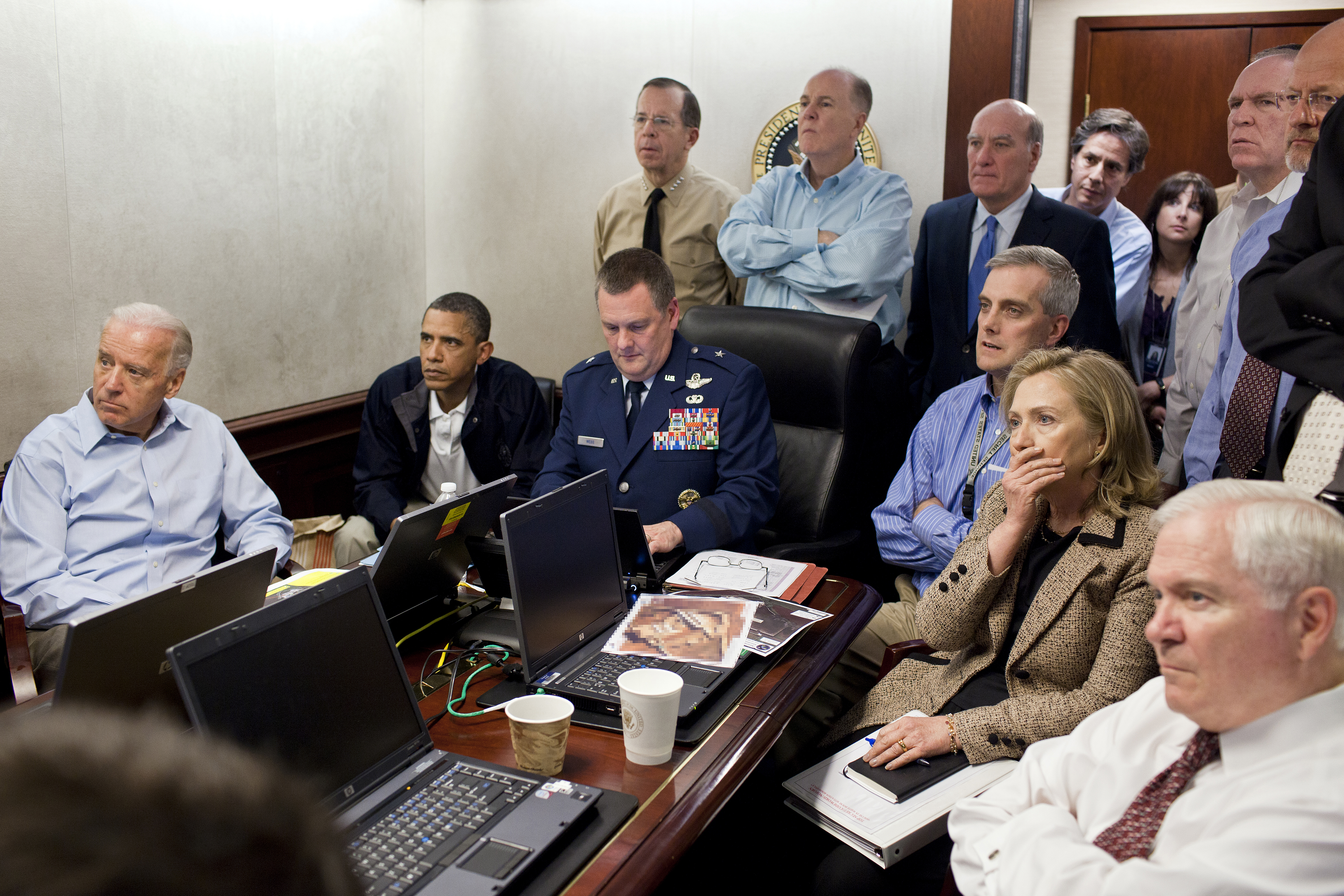
Фотография «Ситуационная комната». Группа по национальной безопасности США собралась в ситуационном кабинете Белого дома для наблюдения за операцией «Копьё Нептуна»

Столкновения между SEAL и жителями произошли в гостевом доме укрытия, в главном здании на первом этаже, где жили двое мужчин, и на втором и третьем этажах, где жил бен Ладен с семьёй.
Кроме Усамы бен Ладена, в ходе операции были убиты трое других мужчин и женщина. Это были взрослый сын бен Ладена (Хамза или Халид), курьер бен Ладена (Абу Ахмед аль-Кувейти), брат курьера Абрар и его жена Бушра.
Аль-Кувейти открыл огонь по первой команде SEAL из автомата Калашникова из-за двери гостевого дома, и между ним и SEAL произошла перестрелка, в которой Аль-Кувейти был убит. Брат курьера Абрар был застрелен, прежде чем смог добраться до оружия, найденного лежащим рядом второй командой SEAL на первом этаже главного дома. Женщина, позже опознанная как жена Абрара, была также застрелена. 22-летний сын бен Ладена бросился к SEAL на лестнице главного дома и был убит второй командой. Неназванный высокопоставленный представитель США сообщил, что только один из пяти убитых был вооружён.
SEAL столкнулись с бен Ладеном на втором или третьем этаже главного здания. Бен Ладен был «одет в местную свободную рубаху и штаны, известные как курта-пижама», в которых позже обнаружили 500 евро и два телефонных номера, зашитых в одежду.
Бен Ладен выглянул из-за выступа третьего этажа на американцев, поднимавшихся по лестнице, и вернулся в свою комнату. Спецназовец выстрелил в него, но промахнулся. SEAL быстро последовали за ним в комнату.
Внутри спальни стояли две жены бен Ладена, закрывая его. Одна из них, Амаль Ахмед Абдул Фатах, крикнула на арабском и сделала угрожающее движение. Один из спецназовцев выстрелил ей в ногу, затем схватил обеих женщин и толкнул их в сторону. Второй спецназовец вошёл в комнату и выстрелил бен Ладену в грудь, а затем в голову из немецкого автомата HK416.
Возле бен Ладена в комнате было две единицы оружия: автомат АКС74У и пистолет Макарова, но, согласно показаниям его жены Амаль, он был застрелен до того, как мог бы добраться до автомата. Согласно агентству «Ассошиэйтед Пресс», оружие лежало на полке рядом с дверью и спецназовцы заметили его только тогда, когда фотографировали тело.
12-летняя дочь бен Ладена была ранена в ногу или лодыжку осколками. Во время атаки SEAL столкнулись с несколькими женщинами и детьми. Они связали их и оставили на месте до окончания атаки, после чего вывели их наружу для передачи пакистанским силам.
Тогда как тело бен Ладена забрали американские военные, тела четырёх других убитых в ходе атаки были оставлены на территории укрытия, их позже забрали сотрудники пакистанских органов правопорядка.

#### Итоги

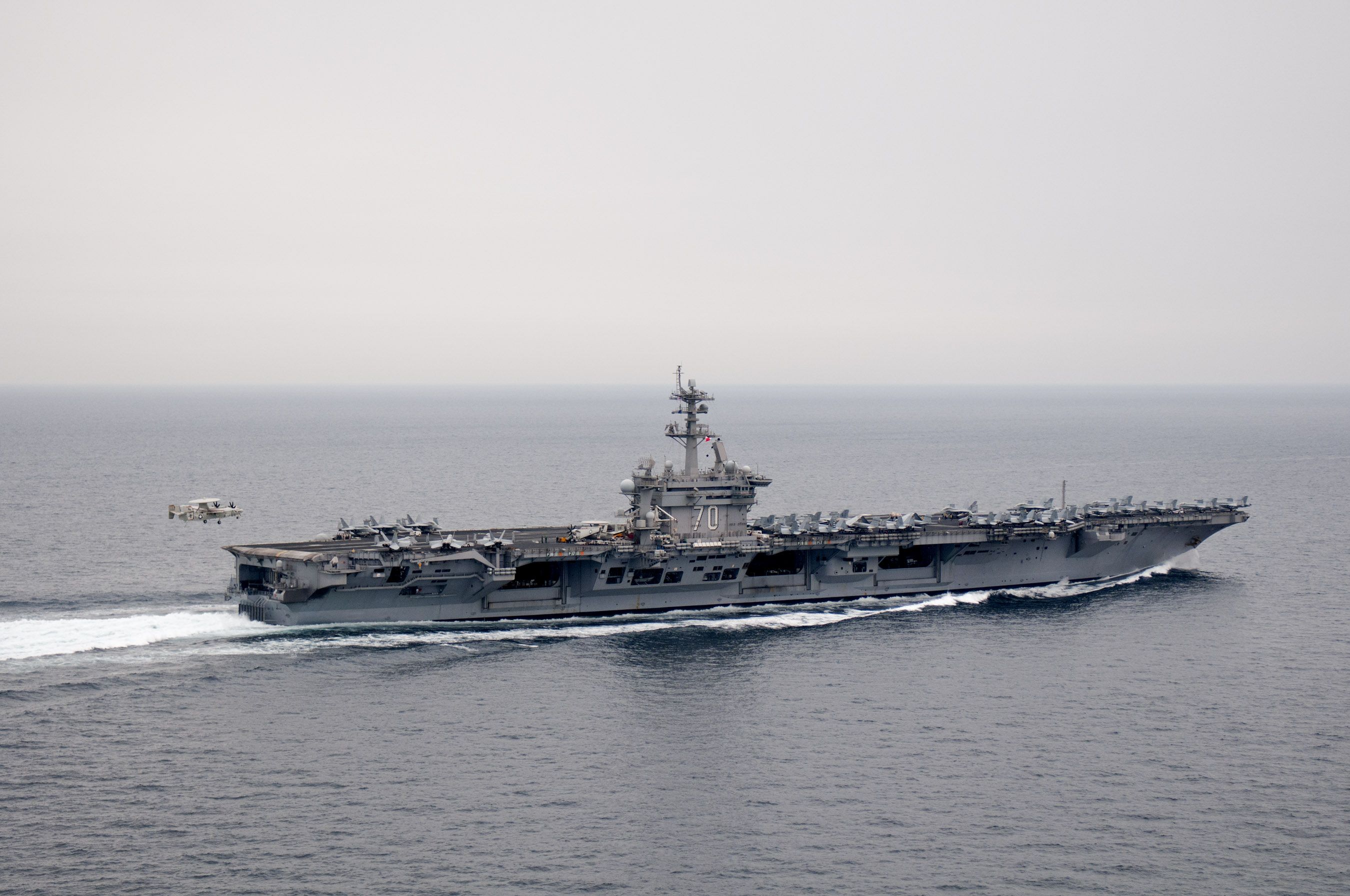
Авианосец «Карл Винсон» в Персидском заливе (4 апреля 2011 года)

Атака должна была занять 30 минут. Как сообщается, между входом и выходом команды из дома прошло 38 минут. Время внутри было потрачено на нейтрализацию защитников; «аккуратное передвижение по укрытию, комната за комнатой, этаж за этажом» с обеспечением безопасности женщин и детей; зачистку «тайников с оружием и баррикад» и обыск укрытия. Из укрытия были извлечены компьютерные жёсткие диски, документы, DVD, флеш-накопители и «электронное оборудование» для последующего анализа.
Вертолёт, совершивший аварийную посадку, был повреждён и не мог быть использован для вылета. Его решили уничтожить; после того, как американские военные «переместили женщин и детей в безопасное место», они заминировали и взорвали вертолёт.
Штурмовая группа вызвала резервный вертолёт. Хотя официальный представитель Министерства обороны не указал авиабазы, использованные в операции, в последующих сообщениях указывалось, что вертолёты вернулись на авиабазу Баграм. The Washington Times сообщила, что тело было доставлено из Баграма на авианосец «Карл Винсон» в конвертоплане V-22 Osprey в сопровождении двух самолётов F/A-18 ВМС США.
По словам представителей США, бен Ладен был похоронен в море, потому что ни одна страна не приняла бы его останки. На борту «Карла Винсона» в северной части Аравийского моря в течение суток после смерти бен Ладена были проведены мусульманские религиозные обряды. Тело было омыто, завёрнуто в белую простыню и помещено в утяжелённый полиэтиленовый пакет. Офицер прочитал подготовленные религиозные комментарии, которые были переведены на арабский язык. Подготовка началась в 10:10 по местному времени, а захоронение было завершено в 11 часов утра. После этого тело бен Ладена было помещено на доску, которую наклонили так, чтобы тело соскользнуло в море.

#### Обмен информацией между Пакистаном и США
По словам представителей администрации Обамы, власти США не сообщали об атаке правительству Пакистана до её окончания. Председатель Объединённого комитета начальников штабов Майкл Маллен позвонил главе пакистанской армии Ашфаку Парвезу Кайани примерно в 03:00 по местному времени, чтобы сообщить ему об операции в Абботтабаде.
Согласно пакистанскому Министерству иностранных дел, вся операция была проведена силами США. Представители Пакистанской межведомственной разведки заявили, что они также присутствовали во время того, что они назвали совместной операцией, но президент Асиф Али Зардари категорически это опроверг.
По данным ABC News, пакистанские истребители были подняты в попытке найти и определить то, что оказалось американскими вертолётами, использованными в атаке. Пакистанский министр иностранных дел Салман Башир позже подтвердил, что пакистанские военные подняли истребители F-16 после того, как узнали об атаке, но они достигли воздушного пространства над домом бен Ладена после того, как американские вертолёты улетели.

#### Идентификация тела
Американские военные использовали несколько методов для точной идентификации тела Усамы бен Ладена.
- Измерение тела: и труп, и бен Ладен были ростом 1,93 м; у SEAL на месте не было рулетки для измерения трупа, поэтому спецназовец известного роста лёг рядом с телом и рост был приблизительно установлен сравнением[44].
- Программное обеспечение для распознавания лиц: фотография, переданная SEAL в штаб-квартиру ЦРУ в Лэнгли для распознавания лица, совпала на 90—95 %[38].
- Опознание людьми: одна или две женщины из укрытия, в том числе одна из жён бен Ладена[92], опознали тело бен Ладена после смерти[38]. Жена бен Ладена, по-видимому, также назвала его по имени во время атаки, непреднамеренно оказав помощь в его идентификации американскими военными на месте[93][94][95].
- Анализ ДНК: «Ассошиэйтед пресс» и The New York Times сообщали, что тело бен Ладена может быть идентифицировано анализом ДНК[28][96] с использованием образцов тканей и крови его сестры, которая умерла от опухоли мозга[97]. ABC News сообщило, что «у бен Ладена взяли два образца: один из этих образцов ДНК был проанализирован, и информация направлена в электронном виде в Вашингтон из Баграма. Кто-то из Афганистана физически доставит образец»[38]. По словам высокопоставленного сотрудника Министерства обороны США[98]: Анализ ДНК, проведённый отдельно лабораториями Министерства обороны и ЦРУ, точно идентифицировал Усаму бен Ладена. Образцы ДНК его тела сравнили с совокупным профилем ДНК большой семьи бен Ладена. Исходя из этого анализа, ДНК, несомненно, его. Возможность ошибочной идентификации на основе этого анализа — примерно 1 к 11,8 квадриллиона.

### Местные сообщения
Начиная с 00:58 по местному времени житель Абботтабада написал несколько твитов с описанием шума вертолётов и нескольких взрывов. К 01:44 всё было тихо до того, как в 03:39 над городом пролетел самолёт.
Пакистанская межведомственная разведка сообщила после допроса жильцов укрытия, что в нём было 17 или 18 человек на момент атаки и что американцы забрали ещё одного человека живым, возможно, сына бен Ладена. Пакистанская разведка также заявила, что среди выживших — жена, дочь и восемь—девять других детей, очевидно, не бен Ладена. Неназванный пакистанский сотрудник разведки, как утверждается, сообщил, что одна из дочерей бен Ладена рассказала пакистанским следователям, что бен Ладен был застрелен перед членами семьи. Дочь также сказала, что бен Ладен был захвачен живым, а затем убит американскими военными и перетащен в вертолёт.

### Жители дома
По словам представителей США, в доме было 22 человека. Пять были убиты, включая Усаму бен Ладена. От представителей Пакистана поступали противоречивые сообщения о том, что было от 12 до 17 выживших.
- 5 взрослых мёртвых: Усама бен Ладен, 54 года[104]; Халид, его сын от Сихам (в первых сообщениях его называли Хамзой), 23 года[103][105]; Аршад Хан, также известный как Абу Ахмед аль-Кувейти, курьер, 33 года[103]; Абрар, брат Абу Ахмеда аль-Кувейти, 30 лет; и Бушра, жена Абрара, возраст неизвестен[106][107][108].
- 4 выживших женщины: Хайрия (Ум Хамза), третья жена бен Ладена, 62 года[103]; Сихам (Ум Халид), четвёртая жена бен Ладена, 54 года[103]; Амаль (Амаль Ахмед Абдул Фатх), пятая жена бен Ладена, 29 лет (ранена)[4][103]; и неопознанная женщина — или вторая жена Аршада Хана[103], или жена Халида и сестра братьев Хан, возраст неизвестен (ранена)[108].
- 5 несовершеннолетних детей Усамы и Амаль: Сафия, дочь, 9 лет (ранена); сын, 5 лет; другой сын, возраст неизвестен; и дочери-близнецы младенческого возраста[4][109][110][111].
- 4 внука бен Ладена от неопознанной дочери, которая была убита во время авиаудара в Вазиристане. Возможно, двое из них были мальчиками в возрасте около 10 лет, которые говорили с пакистанскими следователями[103][112].
- Четыре ребёнка Аршада Хана: два сына, Абдур Рахман и Халид, 6 или 7 лет; дочь, возраст неизвестен; и ещё один ребёнок, возраст неизвестен[107][113].

## Последствия

### Обращение президента США
Будучи кандидатом в президенты США на выборах 2008 года, Обама в ответ на вопрос, что бы он делал, если бы бен Ладен был схвачен в период его президентства, высказал предположение, что вряд ли удастся захватить лидера «Аль-Каиды» живым. Однако, если это случится, то единственно правильным решением будет отдать «террориста номер один» под суд.
Поздно вечером 1 мая 2011 года крупные американские СМИ были проинформированы о том, что президент произнесёт важную речь на тему, связанную с национальной безопасностью. Первоначально о теме распространились самые разные слухи, пока не выяснилось, что президент Барак Обама должен будет объявить о смерти бен Ладена.
В 23:35 по EDT (2 мая 3:35 по UTC) Обама подтвердил это и сказал, что бен Ладен был убит «небольшой группой американцев». Он объяснил, как было достигнуто убийство бен Ладена, свою роль в событиях и что смерть бен Ладена означает на символическом и практическом уровне.

Сегодня, по моему указанию, Соединённые Штаты провели целенаправленную операцию против этой постройки в Абботтабаде, в Пакистане. Небольшая группа американцев провела операцию с необыкновенным мужеством и профессионализмом. Американцы не пострадали. Они также позаботились о том, чтобы избежать жертв среди гражданского населения. После перестрелки они убили Усаму бен Ладена и подобрали его тело.
Оригинальный текст (англ.)Today, at my direction, the United States launched a targeted operation against that compound in Abbottabad, Pakistan. A small team of Americans carried out the operation with extraordinary courage and capability. No Americans were harmed. They took care to avoid civilian casualties. After a firefight, they killed Osama bin Laden and took custody of his body.

### Реакция

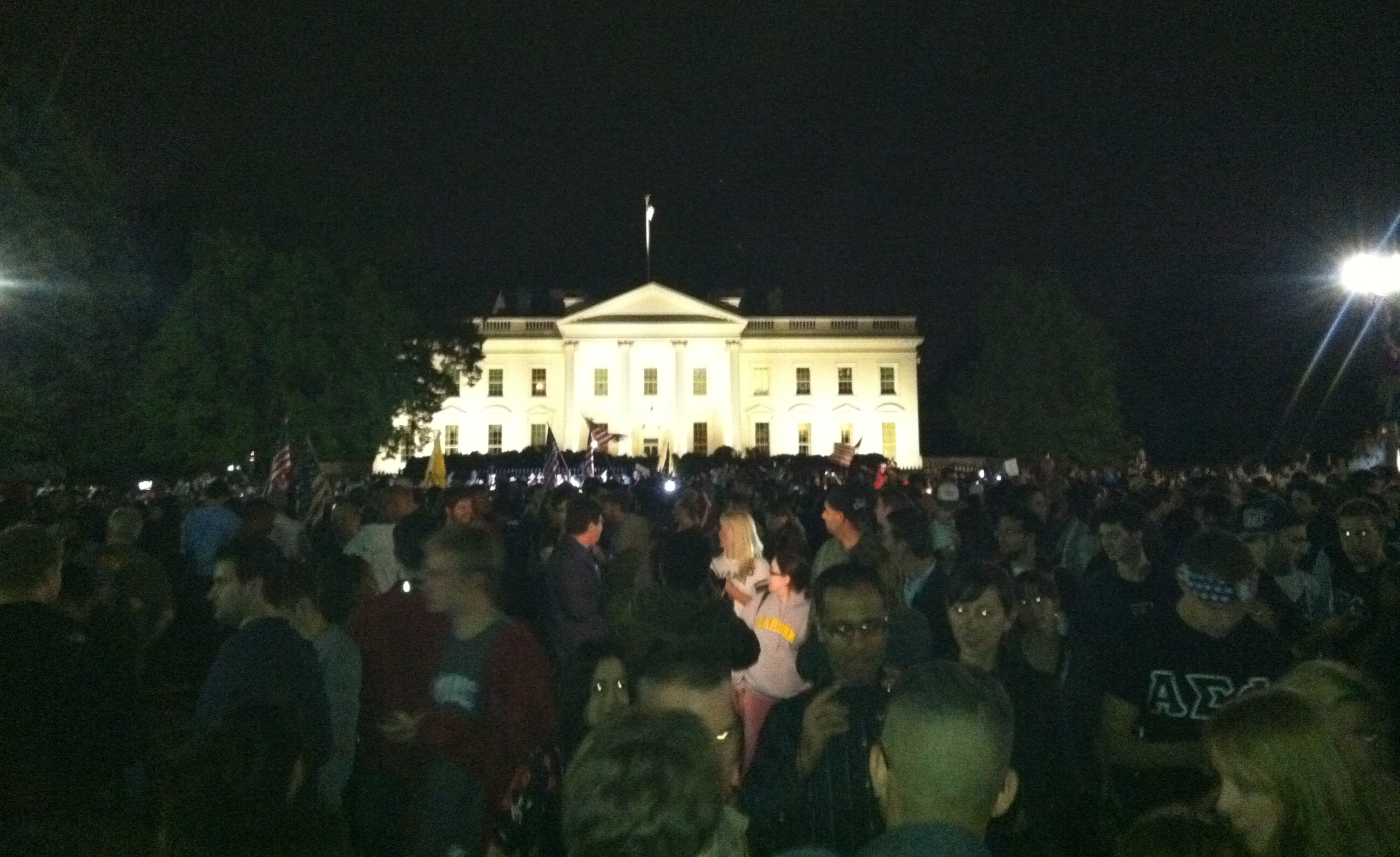
Американцы празднуют смерть Усамы бен Ладена перед Белым домом

Через несколько минут после официального объявления ликующие толпы стихийно собрались у Белого дома, у месторасположения Всемирного торгового центра, у Пентагона и в Нью-Йорке на Таймс-сквер. В Дирборне — пригороде Детройта с высоким процентом мусульманского и арабского населения — у мэрии для празднования собралась небольшая толпа, многие из людей были ближневосточного происхождения. В связи с заявлением Обамы в Твиттер в пиковый момент писалось 5106 сообщений в секунду, предыдущий рекорд Твиттера был связан с землетрясением и цунами в Японии. Бейсбольные фанаты во время прямого эфира игры между клубами «Филадельфия Филлис» и «Нью-Йорк Метс» начали кричать «U-S-A!» в ответ на новость.
Заместитель лидера египетской организации «Братья-мусульмане» заявил, что раз бен Ладен мёртв, то западные силы должны немедленно покинуть Ирак и Афганистан; власти в Иране сделали аналогичные комментарии. Лидер Палестинской автономии Махмуд Аббас приветствовал убийство; администрация «ХАМАСА» в секторе Газа осудила убийство «арабского святого воина».
Неназванный представитель пакистанского правительства подтвердил агентству «Франс-Пресс» 2 мая, что бен Ладен был убит в ходе спецоперации. «Техрик-е Талибан Пакистан» выступил с заявлением 2 мая, опровергнув сообщения об убийстве бен Ладена. Через несколько часов представитель пакистанских талибов Эхсанулла Эхсан заявил, что если бен Ладен действительно был убит, то это «большая победа для нас, потому что мученичество является нашей общей целью», и поклялся отомстить Пакистану и США. «Техрик-и-Талибан» позже подтвердил смерть бен Ладена. «Аль-Каида» подтвердила смерть бен Ладена 6 мая 2011 года и пообещала отомстить.
Сообщение о смерти бен Ладена привело к краткосрочным колебаниям на финансовом рынке: американский доллар после многодневного падения резко повысился.

### Законность

#### О соответствии с законодательством США
После терактов 11 сентября 2001 года Конгресс США принял резолюцию «Разрешение на применение военной силы против террористов», разрешающую президенту США использовать «необходимые и соответствующие силы в отношении тех государств, организаций или лиц», которые, как он определил, принимали участие в терактах 9/11. Администрация Обамы оправдала применение силы, опираясь на эту резолюцию, а также на международное право, закреплённое договорами и законами войны.

Джон Беллингер, бывший старшим юристом Государственного департамента США во время второго срока Джорджа Буша на посту президента, заявил, что произошедшее было законным военным действием: 
Это убийство не запрещается давно существующим запретом на убийство в приказе президента 12333 [подписан в 1981 году], потому что это было военным действием в текущем вооружённом конфликте США с «Аль-Каидой» и убивать конкретных лидеров сил противника не запрещено. Запрет на убийство также не распространяется на убийство в целях самообороны.
Дэвид Шеффер — директор Центра международных прав человека в школе права Северо-Западного университета — заявил, что тот факт, что бен Ладен был обвинён Манхэттенским окружным судом США в 1998 году в заговоре с целью атаковать американские оборонительные сооружения, был осложняющим фактором: «Обычно, когда человек находится под обвинением, целью является задержание этого лица в целях приведения его в суд». Шеффер выразил мнение, что важно определить, было ли целью миссии задержание бен Ладена или его убийство. Если спецназу было поручено убить бен Ладена, не пытаясь его задержать, то это «могло нарушить американские идеалы, если не международное право».

#### О соответствии международному праву
Министерство иностранных дел Пакистана выразило «глубокую озабоченность» «несанкционированными односторонними действиями» США. Бывший президент Пакистана Первез Мушарраф заявил, что операция была «нарушением суверенитета страны». По словам бывшего западногерманского канцлера Гельмута Шмидта, «это было совершенно явным нарушением международного права».
Однако, профессор школы права Университета Дьюка Скотт Силлиман заявил, что международное право о вооружённых конфликтах и Устав ООН позволяют иностранному правительству проводить военную операцию на территории другой страны, если эта страна сама не способна и не готова разбираться с проблемой. Джон Беллингер заявил, что такой вывод был оправдан «озабоченностями по поводу тесных связей между спецслужбами Пакистана и Талибаном и тем фактом, что бен Ладен был в доме, на улице прямо по дороге от пакистанской военной базы».
Нави Пиллэй — верховный комиссар ООН по правам человека — попросила американское правительство объяснить, действовали ли американские силы на законных основаниях при убийстве бен Ладена. «Amnesty International» заявила, что ищет «больше разъяснений» о том, что произошло.
Стивен Ратнер, профессор школы права Мичиганского университета, заявил, что произошедшее убийство — «сложный вопрос с юридической точки зрения», и что всё зависит от того, «считаете вы, что Усама бен Ладен был комбатантом в войне или подозреваемым в массовых убийствах». Если первое, то «законом разрешается убивать комбатантов». Во втором случае «вы можете убить подозреваемого, только если он представляет непосредственную угрозу для вас».
Джон Беллингер заявил, что исполнительная власть «утверждает, что произошедшее было допустимо согласно нормам международного права как разрешённое использование силы в вооружённом конфликте США с „Аль-Каидой“ и как законное действие в целях самообороны, учитывая, что бен Ладен явно планировал дополнительные атаки». Генеральный прокурор США Эрик Холдер заявил, что атака США была законной, «как акт национальной самообороны», и что бен Ладен «был главой „Аль-Каиды“ — организации, которая исполнила теракты 11 сентября. Убивать врага на поле боя законно». Представитель посольства США в Лондоне заявил: «На войне вы имеете право атаковать врага».
Профессор школы права Техасского университета Роберт Чесни заявил, что убить бен Ладена было законным, «если он делал что-либо, кроме капитуляции». По данным СNN, Мартин Шейнин — специальный докладчик ООН по вопросу о поощрении и защите прав человека и основных свобод в условиях борьбы с терроризмом — 3 мая заявил: «Соединённые Штаты дали бен Ладену возможность сдаться, но он отказался. Бен Ладен избежал бы уничтожения, если бы поднял белый флаг». По сообщению портала ООН, 6 мая Шейнин опубликовал совместное с докладчиком по внесудебным казням К. Хейнсом заявление, в котором сказано, что «США следует раскрыть обстоятельства дела, чтобы сделать возможной оценку в понятиях международного права прав человека».
Бенджамин Ференц — один из главных обвинителей на Нюрнбергском процессе — поставил под сомнение законность убийства и сказал, что было бы лучше «задержать бен Ладена и отправить его в суд»: «Убийство узника, не представляющего непосредственной угрозы, является преступлением в соответствии с военным законодательством, также как и с любым другим законодательством». Юрист по правам человека Джеффри Робертсон заявил, что убийство может подорвать верховенство закона: «Совет безопасности мог бы создать трибунал в Гааге с международными судьями, чтобы обеспечить справедливое судебное разбирательство».
Ник Гриф — юрист по международному праву в Кентском университете — заявил, что атака выглядит как «внесудебная казнь без надлежащего правового процесса» «Human Rights Watch» заявила, что должны были применяться правовые методы.

### Обращение с телом
В исламской традиции захоронение в море, по мнению некоторых, неуместно, когда доступны другие варианты захоронения, и несколько известных исламских духовных лиц раскритиковали решение.
Заявленное преимущество захоронения в море заключается в том, что это не оставляет точного местоположения, таким образом захоронение не станет местом внимания или «террористической святыней». The Guardian выразило сомнение в том, что могила бен Ладена стала бы святыней, поскольку это противоречит ваххабизму. Египетский исламский аналитик и адвокат Монтассер эль-Заят заявил, что если американцы хотели бы избежать создания святыни бен Ладена, то безымянная могила на земле достигла бы той же цели. Кроме того, The Guardian отметило, что захоронение в день смерти согласно исламским обычаям не всегда практиковалось США. Так, сыновья Саддама Хуссейна Кусей и Удей были похоронены лишь спустя 11 суток после их смерти. В публикации иранского агентства Press TV также утверждается, что в исламе нет никаких требований о времени, в течение которого должен быть похоронен покойный.
10 мая 2011 года сын Усамы Омар бен Ладен опубликовал в газете The New York Times жалобу на то, что захоронение в море лишило семью надлежащего погребения.

### Фотографии
CNN процитировало высокопоставленного представителя США, сообщившего о том, что существует три набора фотографий тела бен Ладена: фотографии, снятые во время атаки; снимки, сделанные в ангаре в Афганистане, описанные как самые узнаваемые и ужасные, а также фотографии, сделанные при захоронении в море на авианосце «Карл Винсон» перед тем, как его тело было обёрнуто в саван.
Возникли споры о необходимости публикации фотографий. Те, кто выступает за публикацию, заявляют, что фотографии докажут смерть бен Ладена и предотвратят теории заговора о том, что бен Ладен всё ещё жив. Противники публикации выражают беспокойство, что это усилит антиамериканские настроения на Ближнем Востоке.
Директор ЦРУ Леон Панетта сказал в интервью NBC Nightly News, что снимки мёртвого бен Ладена будут «в конечном итоге» опубликованы, но Белый дом сразу же опроверг, что решение уже принято, ссылаясь на то, что фото, на которых показана повреждённая часть черепа бен Ладена, «ужасны».
Президент Обама в итоге решил не публиковать фотографии. В интервью, показанном 4 мая в программе «60 минут», Обама заявил: «мы не пустим в ход этот материал в качестве трофеев», и он проследит за тем, чтобы «очень красочные фотографии кого-то, убитого выстрелом в голову, не распространились и не стали причиной нового насилия или инструментом пропаганды». Из республиканских членов Конгресса решение подверг критике сенатор Линдси Грэм, который заявил, что он хочет видеть фотографии в прессе, тогда как сенатор Джон Маккейн и представитель Майк Роджерс (председатель Комитета по разведывательной деятельности) поддержали решение не публиковать фотографии.
11 мая отдельным членам Конгресса (руководству и членам комитетов разведки, национальной безопасности, судебной власти, международных отношений и военному) были показаны 15 фотографий бен Ладена.
Организация Judicial Watch объявила о том, что подала запрос, согласно Закону о свободе информации, на получение доступа к снимкам, и сообщила, что они готовы подать иск для обеспечения их обнародования.

### Роль Пакистана

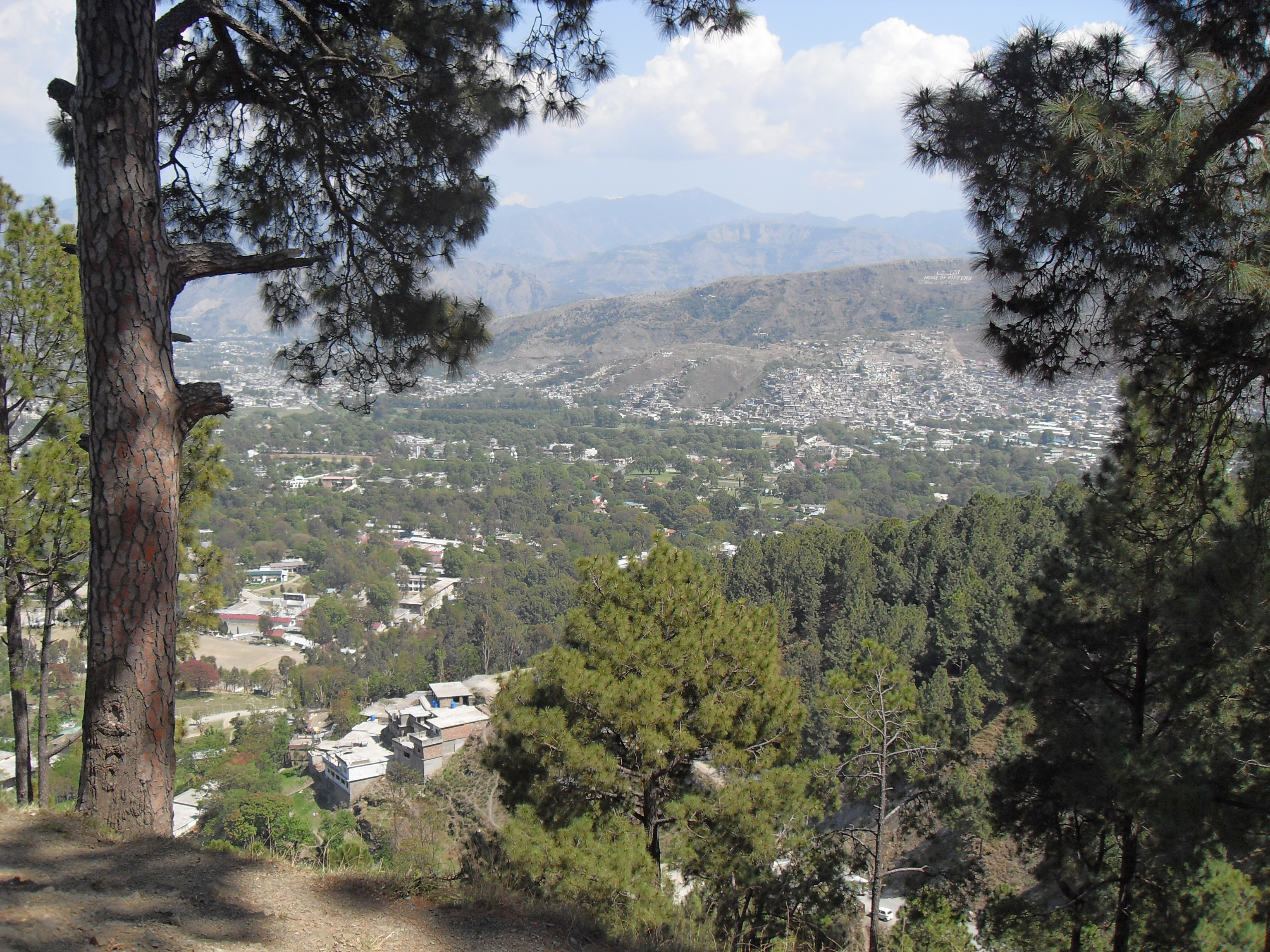
Вид на Абботтабад (Пакистан)

После атаки Пакистан оказался в центре международного внимания. Пакистанское правительство опровергло, что оно защищало бен Ладена. Оно заявило, что передавало информацию о вилле ЦРУ и другим спецслужбам с 2009 года.

#### Обвинения в адрес Пакистана
В адрес правительства Пакистана были сделаны многочисленные обвинения о том, что оно защищало бен Ладена. Критики указывали на близость укреплённого дома бен Ладена к Пакистанской военной академии, то, что США решило предварительно не уведомлять власти Пакистана об операции, и двойные стандарты Пакистана в отношении лиц, совершивших в 2008 году теракты в Мумбаи. Документы правительства США, опубликованные WikiLeaks, раскрыли, что американским дипломатам сообщили, что пакистанские спецслужбы предупреждали бен Ладена каждый раз, когда приближались американские войска. Пакистанская межведомственная разведка также помогла переправить боевиков «Аль-Каиды» в Афганистан для борьбы с войсками НАТО. Согласно этим же документам, в декабре 2009 года правительство Таджикистана также сообщило представителям США, что многие в Пакистане осведомлены о местонахождении бен Ладена.
Директор ЦРУ Леон Панетта заявил, что ЦРУ исключило участие Пакистана в операции, поскольку опасалось, что «любые усилия по работе с пакистанцами могут поставить под угрозу миссию. Они могли бы предупредить цели». Однако государственный секретарь США Хиллари Клинтон заявила, что «сотрудничество с Пакистаном помогло привести нас к бен Ладену и укрытию, в котором он скрывался». Президент Обама высказал такое же мнение. Будучи ещё кандидатом в президенты США в 2008 году, Обама заявлял, что если руководство Пакистана не будет должным образом сотрудничать с США в борьбе с терроризмом на своей территории, то: «Если у нас будут надежные разведданные о важных террористических целях, а президент Мушарраф не захочет ничего делать, то это сделаем мы». Главный советник Обамы по борьбе с терроризмом Джон Бреннан заявил, что бен Ладен не мог не иметь поддержки со стороны Пакистана. Кроме того, он добавил: «Мы расследуем сейчас, как он мог скрываться там так долго».
Советник президента США по национальной безопасности Том Донилон вскоре после операции утверждал, что у них нет никаких свидетельств того, что пакистанское правительство или отдельные его представители вступили в сговор с бен Ладеном и укрывают его, что он не видел доказательств того, будто представители пакистанского «политического, военного или разведывательного аппарата» знали, где скрывается бен Ладен.
Индийский министр внутренних дел П. Чидамбарам заявил, что бен Ладен, скрывавшийся «глубоко внутри» Пакистана, был предметом серьёзной обеспокоенности для Индии, и это показывает, что многие из виновных в терактах в Мумбаи по-прежнему укрываются в Пакистане. Он призвал Пакистан их арестовать.
Рождённый в Пакистане британский парламентарий Халид Махмуд заявил, что он был «поражён и шокирован», узнав, что бен Ладен жил в городе с тысячным гарнизоном пакистанских войск, что поднимает вопросы о предполагаемых связях между «Аль-Каидой» и элементами в силах безопасности Пакистана.

#### Ответ Пакистана
Согласно представителю пакистанской разведки, необработанные телефонные записи были переданы в США без анализа Пакистаном. Хотя США «концентрировались на этой» информации с сентября 2010 года, информация о бен Ладене и жителях укрытия «ускользала с пакистанского радара» месяцами. Бен Ладен оставил «невидимый след» и не контактировал с другими сетями боевиков. Было отмечено, что много внимания уделялось входу и выходу курьера из укрытия. Согласно должностному лицу, передача разведданных в США была обычным явлением, он также заявил об атаке, что «я думаю, что они пришли незамеченными и ушли в тот же день», и что Пакистан не считает, что американские военнослужащие находились в этом районе перед спецоперацией.
По словам пакистанского дипломата в Великобритании Ваджида Шамсула Хасана, Пакистан предварительно знал об операции. Пакистан был «в курсе некоторых вещей и произошедшее случилось с нашего согласия». Пакистанский посол в США Хусейн Хаккани заявил, что Пакистан преследовал бы бен Ладена, если бы ему были известны данные о его местонахождении, и что Пакистан был «очень рад тому, что сделали его американские партнёры».
Другой пакистанский чиновник заявил, что Пакистан «помог только в плане разрешения полётов вертолётов в нашем воздушном пространстве», и что операция была проведена Соединёнными Штатами. Он также сказал, что «в любом случае, мы не хотели иметь ничего общего с такой операцией в случае, если бы что-то пошло не так».
Вскоре после операции министр внутренних дел Пакистана Рехман Малик опроверг информацию о том, что правительство страны укрывало Усаму бен Ладена: «Как это возможно с человеком, которого мы подозреваем в убийстве премьер-министра Беназир Бхутто?», — заявил он. Министр отметил, что отсутствие информации о местонахождении Усамы бен Ладена свидетельствует о провале в работе пакистанских спецслужб, однако, сказал он, провалы случаются в работе любой спецслужбы, и привёл в пример, что даже теракты 11 сентября 2001 года в США были результатом неэффективной работы американских спецслужб: «Однако это не означает, что в таких случаях экстремисты пользовались поддержкой со стороны спецслужб». Он также отметил: «Мы никогда не приглашали бен Ладена в Пакистан. Он пришел в регион вместе с сотнями своих единомышленников из арабских стран ещё в годы советского военного присутствия в Афганистане, и всем известно, какая спецслужба оказывала ему помощь и поддержку».
Глава кабинета министров Пакистана Юсуф Реза Гилани отметил, что убийство Усамы бен Ладена на пакистанской территории не может говорить ни о некомпетентности властей страны, ни об их связях с боевиками.
Известно, что вскоре после операции власти Пакистана собрались провести тщательное расследование причин, по которым бен Ладен на протяжении столь длительного времени безнаказанно находился в Пакистане. США также проведут расследование о причастности пакистанской разведки к предшествующим случаям неудач при попытке поймать Усаму бен Ладена.

### Кодовое название
Первоначально в сообщениях прессы утверждалось, что для обозначения бен Ладена во время атаки использовалось имя «Джеронимо», но позже это было опровергнуто официальными источниками. Официальным кодовым названием миссии было «Операция „Копьё Нептуна“», с кодовым названием «Джекпот» для обозначения самого бен Ладена и с кодовым именем «Джеронимо» для обозначения задержания или смерти бен Ладена. Копьё Нептуна — это трезубец, который изображён на знаках различия подразделения SEAL, три зубца которого символизируют возможности SEAL в море, воздухе и на земле.
Джеронимо был военным предводителем чирикауа-апачей, который боролся против США во второй половине XIX века. Сообщение от военнослужащих на месте в Пакистане «Geronimo E KIA» («Джеронимо, враг погиб в бою») известило командиров миссии о смерти бен Ладена. Некоторые коренные американцы возразили против использования названия «Джеронимо» в этом контексте, потому что оно увековечило стереотип об американских индейцах как о врагах. Президент народа навахо призвал президента Обаму задним числом переименовать кодовое название, и Сенатский комитет по делам индейцев добавил этот вопрос в свою повестку дня. Политический активист Ноам Хомский написал об использовании Джеронимо, что «никто не может воспринять, что они прославляют бен Ладена путём идентифицирования его с мужественным сопротивлением против захватчиков».

### Источник разведданных
После смерти бен Ладена некоторые чиновники из администрации Буша, такие, как бывший глава юрисконсультской службы Джон Ю и бывший генеральный прокурор Майкл Мукасей, заявили, что санкционированные ими усовершенствованные методы допроса позволили получить разведданные, которые привели к нахождению убежища бен Ладена. Мукасей в частности заявил, что пытка водой Халида Шейха Мохаммеда позволила узнать важную информацию — псевдоним курьера бен Ладена.
Американские чиновники и законодатели, в том числе республиканец Джон Маккейн и демократка Дайэнн Файнстайн (председатель комитета Сената США по разведке), заявили, что эти заявления ошибочны, отметив доклад директора ЦРУ Леона Панетты, в котором говорится, что впервые псевдоним курьера упомянул не Мухаммед, а другой подозреваемый, допрос которого, по их словам, проходил без пыток. Маккейн призвал Мукасея отказаться от своих заявлений.
Джон Маккейн:

«Я запросил дополнительную информацию у сотрудников сенатского комитета по разведке, и они подтвердили мне, что, по сути, лучшие разведданные — информация, описывающая реальную роль Абу Ахмеда аль-Кувейти в Аль-Каиде и его истинную связь с Усамой бен Ладеном — были получены ЦРУ стандартным способом, без принуждения, а не с помощью каких-либо „усовершенствованных методов допроса“».
Оригинальный текст (англ.)«I have sought further information from the staff of the Senate Intelligence Committee, and they confirm for me that, in fact, the best intelligence gained from a CIA detainee—information describing Abu Ahmed al-Kuwaiti’s real role in Al-Qaeda and his true relationship to Osama bin Laden—was obtained through standard, non-coercive means, not through any 'enhanced interrogation technique'».
Директор ЦРУ Леон Панетта написал письмо Маккейну, в котором заявил: «Некоторые из задержанных, которые предоставили полезную информацию о роли посредника/курьера подвергались усовершенствованным методам допроса. Были ли эти методы „единственным быстрым и эффективным способом“ получить такую информацию — предмет для дискуссии». Хотя некоторые сведения могли быть получены от заключённых, которые подвергались усовершенствованным методам допроса, письмо Панетты сенатору Маккейну подтвердило, что усовершенствованные методы допроса могли помешать поиску бен Ладена, приведя к получению ложной информации во время допросов. В письме директор ЦРУ Панетта написал сенатору Маккейну:

«Мы впервые узнали о псевдониме посредника/курьера от задержанного не в тюрьме ЦРУ в 2002 году. Важно также отметить, что некоторые заключённые, которые были подвергнуты усовершенствованным методам допроса, пытались предоставить ложную или вводящую в заблуждение информацию о посреднике/курьере. Эти попытки фальсифицировать роль посредника/курьера были предупреждены. В итоге, полное настоящее имя и конкретное местонахождение сообщил не задержанный в тюрьме ЦРУ. Эта информация была получена с помощью других средств разведки».
Оригинальный текст (англ.)«We first learned about the facilitator/courier’s nom de guerre from a detainee not in CIA custody in 2002. It is also important to note that some detainees who were subjected to enhanced interrogation techniques attempted to provide false or misleading information about the facilitator/courier. These attempts to falsify the facilitator/courier’s role were alerting. In the end, no detainee in CIA custody revealed the facilitator/courier’s full true name or specific whereabouts. This information was discovered through other intelligence means».
Кроме того, другие американские чиновники заявили, что вскоре после терактов 11 сентября 2001 года заключённые в секретных тюрьмах ЦРУ сообщили следователям о псевдониме курьера «аль-Кувейти» и что, когда Халид Шейх Мохаммед был позже захвачен, он лишь «подтвердил» псевдоним курьера. После своего задержания Абу Фарадж аль-Либби предоставил неверную или вводящую в заблуждение информацию: он отрицал, что знал аль-Кувейта, и придумал другое имя. Группа следователей также утверждала, что псевдоним курьера был получен не «во время пыток, а несколько месяцев спустя, когда [задержанные] были допрошены следователями без использования жёстких методов».

### Разведданные после операции
Самая молодая жена бен Ладена рассказала пакистанским следователям, что семья жила в феодальной деревне Чака Шаха Мохаммада Хана, в соседнем округе Харипур, в течение двух с половиной лет до переезда в убежище в Абботабаде в конце 2005 года.
Из убежища было изъято десять мобильных телефонов, от пяти до десяти компьютеров, двенадцать жёстких дисков, по крайней мере 100 компьютерных дисков (в том числе флэш-накопители и DVD), рукописные заметки, документы, оружие и личные вещи. Аналитики разведки также изучили записи о вызовах с двух телефонных номеров, которые были вшиты в одежду бен Ладена. Они помогли в течение нескольких месяцев задержать нескольких членов Аль-Каиды в нескольких странах и убить нескольких ближайших соратников бен Ладена в ходе атак дронов ЦРУ в Пакистане.
Собранные материалы хранятся в лаборатории ФБР в Квантико (штат Вирджиния), где судебно-медицинские эксперты анализировали отпечатки пальцев, ДНК и другие оставшиеся на материалах данные. На специальную группу ЦРУ была возложена ответственность за анализ цифровых материалов и документов, изъятых из убежища бен Ладена.
Изъятые материалы содержали стратегию Аль-Каиды в Афганистане после вывода американских войск из страны в 2014 году, а также тысячи электронных записок и посланий, которые охватывали переговоры между бен Ладеном и его помощниками по всему миру. Согласно им, бен Ладен оставался в контакте с созданными филиалами Аль-Каиды и искал союза с такими группами, как «Боко харам» из Нигерии. Согласно материалам, он стремился восстановить контроль над группировками слабо связанных джихадистов из Йемена в Сомали. Бен Ладен временами беспокоился о своей личной безопасности и был недоволен тем, что его организация не использовала Арабскую весну для улучшения своего имиджа.
Он действовал, согласно Washington Post, с одной стороны, как «руководитель, в полной мере участвовавший в многочисленных проблемах группы, разбираясь с финансовыми вопросами, наймом, непослушными руководителями на местах и внезапными вакансиями, возникавшими из-за непрекращавшихся атак американских дронов», а с другой стороны, как «менеджер, который принимал участие в оперативном планировании и стратегическом мышлении террористической группы, в то же время давая приказы и советы сотрудникам на местах, разбросанных по всему миру».
Семнадцать документов, изъятых во время рейда в Абботтабаде, среди которых были электронные письма и черновики писем начиная с сентября 2006 по апрель 2011 года, были опубликованы Центром по борьбе с терроризмом в Вест-Пойнте через один год и один день после смерти бен Ладена; они доступны на сайте Washington Post. В письмах обсуждаются американские новостные СМИ, филиалы, цели, Америка, безопасность и Арабская весна. В письмах бен Ладен заявлял, что силы Аль-Каиды ограничены, и что лучший способ напасть на США, которые он сравнивал с деревом, — «сосредоточиться на распиловке ствола». Усама бен Ладен отказался содействовать Анвару аль-Авлаки, когда об этом попросил Насир аль-Вухайши, лидер Аль-Каиды на Аравийском полуострове. После неудачного взрыва самолёта рейса 253 Northwest Airlines бен Ладен дал указание Аль-Каиде на Аравийском полуострове расширить свою деятельность в США, написав: «Мы должны расширять и развивать нашу деятельность в Америке, не ограничивая её взрывами самолётов».
Изъятые материалы пролили свет на отношения Аль-Каиды с Ираном, в котором после американского вторжения в Афганистан были задержаны джихадисты и их родственники, в том числе члены семьи бен Ладена. Отношения Аль-Каиды с Ираном, по данным Центра по борьбе с терроризмом, были «неприятной побочной необходимостью при взаимном недоверии и антагонизме». Какая-либо организационная поддержка Аль-Каиды со стороны Пакистана в документах не упоминается; наоборот, бен Ладен инструктировал членов семьи, как избежать обнаружения пакистанской разведкой.
Согласно полученному материалу, бывший командующий международными силами в Афганистане Дэвид Петреус и президент США Барак Обама должны были быть убиты во время любого визита в Пакистан или Афганистан, если для этого была возможность. Вице-президент США Джо Байден, согласно бен Ладену, не должен был быть целью, поскольку «Байден совершенно не готов к этой должности [президента], что приведёт США к кризису». Усама бен Ладен также заявлял, что убийство мусульман ослабило Аль-Каиду и не помогло организации. Он писал, что убийство мусульман не прибавило симпатии моджахедам со стороны мусульман, и что «враг использовал ошибки моджахедов, чтобы испортить их имидж в массах».

### Раскрытие стелс-технологии
Хвостовая часть секретного вертолёта уцелела после взрыва и оказалась рядом со стеной убежища. Пакистанские силы безопасности на рассвете скрыли обломки тканью. Позже трактор вывез их спрятанными под брезентом. Журналистам всё же удалось получить фотографии, которые продемонстрировали ранее закрытую стелс-технологию (технологию снижения заметности).
Согласно Aviation Week, вертолёт оказался значительно изменённым MH-60 Black Hawk. Серийные номера, обнаруженные на месте происшествия, были совместимы с MH-60, построенным в 2009 году. Его использование во время операции подтвердило, что стелс-вертолёт может избежать обнаружения. Фотографии показали, что хвост Black Hawk имел стелс-формы балки и зализ, стреловидные стабилизаторы и «колпак» над шумозащитным пяти- или шестилопастным хвостовым винтом. С помощью нанесения серебра на поверхность вертолёта у него была занижена инфракрасная сигнатура, как у некоторых V-22 Osprey.
США запросили вернуть обломки. Пакистан хранил их в течение двух недель, когда американский сенатор Джон Керри обеспечил их возвращение. Сообщалось, что местные дети подбирали кусочки обломков и продавали их в качестве сувениров.
Эксперты разошлись во мнениях о том, как много информации можно было получить из фрагмента хвоста. Стелс-технология уже действовала в нескольких самолётах и отменённом вертолёте RAH-66 Comanche — однако, изменённый Black Hawk был первым подтверждённым функционирующим «стелс-вертолётом». Вероятно, наиболее ценная информация могла быть получена из радар-поглощающей краски, использованной в хвостовой части.
В августе 2011 года появились сообщения о том, что Пакистан позволил китайским учёным изучить хвостовую часть вертолёта, и они были особенно заинтересованы в радар-поглощающей краске. Пакистан и КНР впоследствии опровергли эти утверждения.

### Тюремное заключение пакистанского информатора
Шакил Африди, пакистанский врач, который помог ЦРУ найти бен Ладена, был приговорён пакистанским судом к 30 годам лишения свободы за государственную измену. Пакистанские чиновники заявили, что приговор был подходящим для пакистанского гражданина, который помогал внешней разведке без ведома пакистанских органов безопасности. Американские политики резко осудили это решение. Согласно «Би-би-си», в ответ «комитет Сената США сократил на 33 млн доллара (21 млн фунтов) помощь Пакистану».

## Сомнения в достоверности и теории заговора
Сообщения о смерти Усамы бен Ладена 2 мая 2011 года признаются не всеми, несмотря на анализ ДНК, подтвердивший его личность, и то, что «Аль-Каида» 6 мая 2011 года подтвердила факт его смерти. Поспешное захоронение тела бен Ладена в море и решение Обамы не публиковать фотографии мёртвого тела легли в основу теорий заговора о том, что бен Ладен не умер во время атаки 2 мая. В некоторых блогах были высказаны предположения, что правительство США подделало атаку, а на ряде форумов возникли дебаты о предполагаемой мистификации.
Некоторые эксперты также высказывают сомнения в доказательствах, предоставленных СМИ. В частности, «Франс-Пресс» сообщило о разоблачении т. н. «фотографии мёртвого бен Ладена», появившейся в пакистанских газетах. Кроме того, о смерти бен Ладена с 2001 по 2010 год сообщалось шесть раз.
В то же время в Иране ряд политиков заявили, что бен Ладен фактически работал на США. Так, член иранского парламента Джавад Джахангирзаде заявил, что США сами устраивали террористические атаки и что бен Ладен оказывал им в этом помощь. По мнению Джахангирзаде, западные страны были вынуждены убить бен Ладена для того, чтобы «предотвратить возможную утечку информации, которую он имел и которая была дороже золота».
Другой иранский парламентарий, Исмаил Косари, заявил, что бен Ладен «…был всего лишь марионеткой, контролируемой сионистским режимом, с целью создать агрессивный образ ислама после атак 11 сентября. Смерть бен Ладена представляет собой исчезновение временной пешки США и символизирует конец одной эры в политике США в регионе и начало новой эры».
8 мая 2011 года глава разведки Ирана Хейдар Мослехи опроверг американское сообщение об убийстве бен Ладена и заявил, что в его распоряжении имеется надёжная информация о том, что бен Ладен скончался от болезни «некоторое время назад».
Некоторые российские аналитики высказали мнение, что катастрофа вертолёта НАТО в Афганистане 6 августа 2011 года, унёсшая жизни большого числа бойцов SEAL, привела к устранению почти всех участников операции по убийству бен Ладена. Президент Академии геополитических проблем Леонид Ивашов отметил: «По официальной версии, Бен Ладена убивало подразделение „Морских котиков“ из 25 человек. Все это подразделение через три месяца погибло в Афганистане — вертолет с „котиками“ сбили ракетой». Однако из погибших в катастрофе 22 военнослужащих ВМС США только 15 служили в отряде DEVGRU, уничтожившем бен Ладена; ещё двое были из другого подразделения SEAL, а остальные пятеро — из вспомогательных подразделений ВМС. К тому же, погибшие бойцы DEVGRU были из эскадрона Gold, в то время как операцию по уничтожению бен Ладена проводили спецназовцы из эскадрона Red, то есть из другого подразделения. По заявлению американских военных, среди погибших в вертолётной катастрофе не было участников операции.

## Отражение в искусстве
Операция показана в фильмах Zero Dark Thirty и Кодовое имя «Джеронимо».